# Sant Antoni del Voló

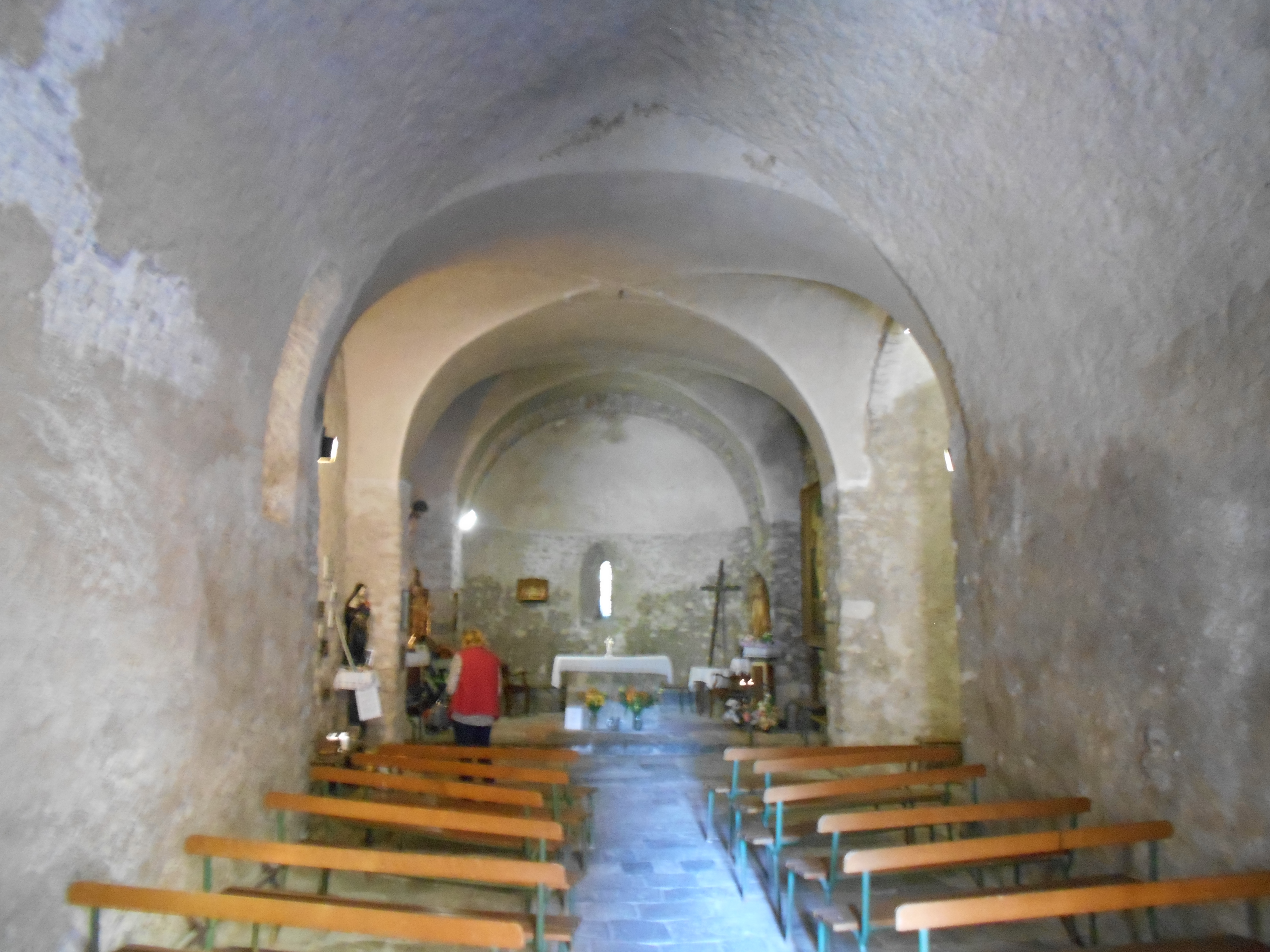
Interior de la capella

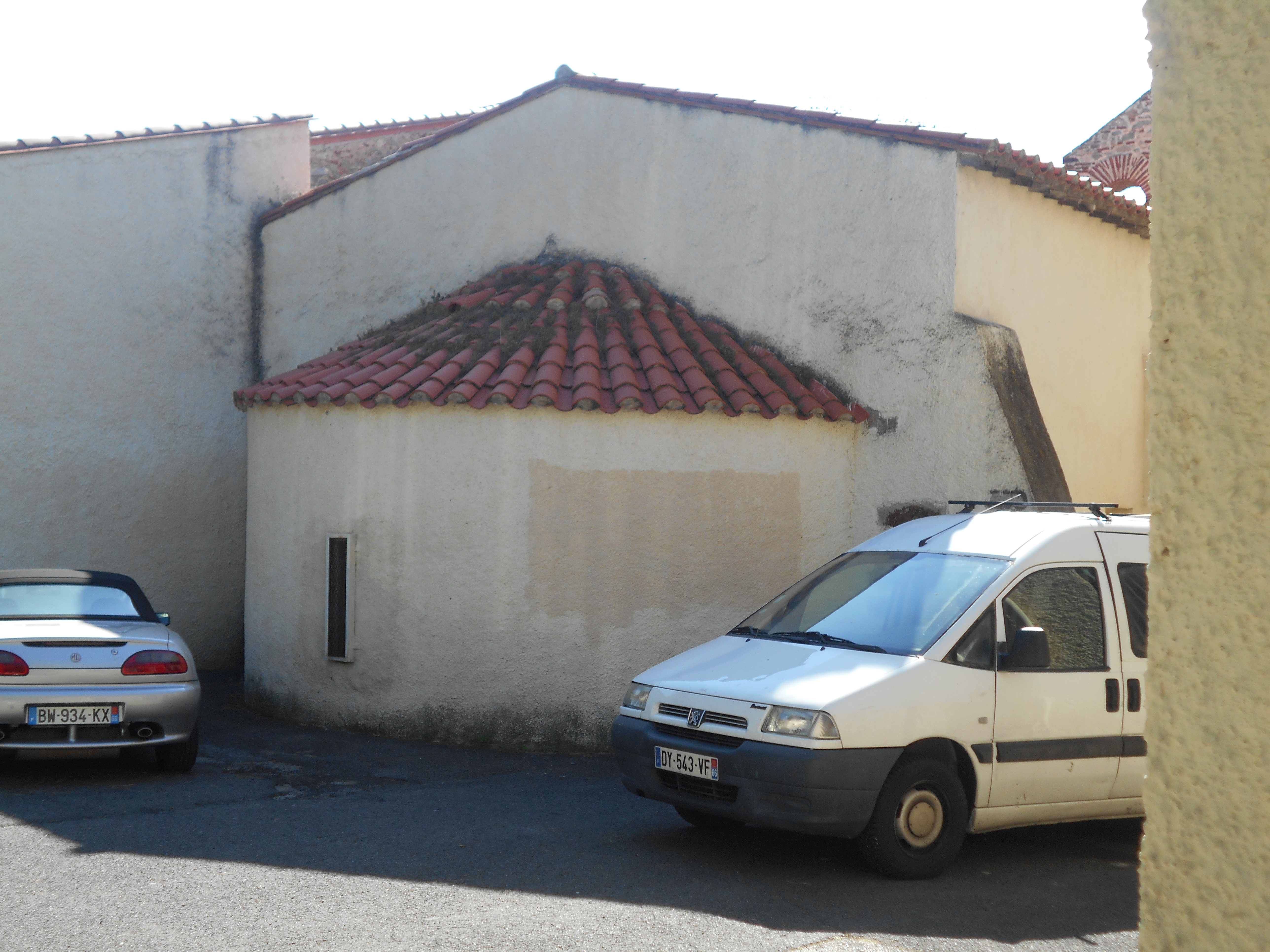
L'absis occidental

La capella de Sant Antoni del Voló és una església del poble del Voló, en el terme comunal del mateix nom, a la comarca del Rosselló.
Està situada dins del nucli vell de la població, en el carrer de les Escoles, a prop i al sud-oest de l'església parroquial de Santa Maria.
Fou construïda el 1417 en el que fou segon cementiri del Voló, dedicada al copatró del poble, sant Antoni Abat.